# Güglingen
Güglingen är en stad i Landkreis Heilbronn i regionen Heilbronn-Franken i Regierungsbezirk Stuttgart i förbundslandet Baden-Württemberg i Tyskland.
Staden ingår i kommunalförbundet Zabergäu tillsammans med kommunerna Pfaffenhofen och Zaberfeld.